# الخزنة (أبو ظبي)
الخزنة قرية إماراتية تتبع إمارة أبوظبي منطقة العين في الإمارات العربية المتحدة.

## نبذة عامة
تقع منطقة الخزنة على بعد 100 كم من أبوظبي، في منتصف الطريق بين العاصمة أبوظبي ومدينة العين، وتتبع اداريا منطقة العين حيث تبعد عن المركز الإداري لمدينة العين حوالي مسافة 74 كلم ويلقبها أهلها بالجنة الخضراء. تشتهر المنطقة بطبيعتها الزراعية، ومزارعها الكثيرة، يصل عدد سكان المنطقة إلى 6 آلاف نسمه تقريباً واغلبهم من العمال الوافدين والذي يعملون في المزارع المحيطة، وتسكنها أيضا قبائل إماراتية عدة. وتحتوي المنطقة على الخدمات الأساسية والمرافق العامة من خدمات البلدية والصحة والتعليم، ومكاتب وأفرع لادارة الجنسية والإقامة مركز للشرطة وفرع لدئرة التنمية الاقتصادية، وفرع لدار زايد للتنمية. ومركزاً لخدمة عملاء البلدية عدد من اجهزة الصراف الالي، كما يوجد فيها مدرستان حكوميان فقط وهما: المبادئ الجديدة للبنات والصالح للشباب، ويتوفر بها ملعب صغير لرياضة كرة القدم، وحديقة لألعاب الأطفال.
وتشتهر بمزارعها الكبيرة وبساطة الحياة فيها بين الرمال وكذلك تشتهر بوجود قصر الخزنة (قصر للحاكم) والذي يعد أحد المعالم في المنطقة.